# Turgay Aydın
Turgay Aydın (Darmstadt, 1º gennaio 1971) è un attore turco, noto per aver interpretato il ruolo di Sabahattin Arcan nella serie Terra amara (Bir Zamanlar Çukurova).

## Biografia
Turgay Aydın è nato il 1º gennaio 1971 a Darmstadt, in Germania, e parla fluentemente il turco, il tedesco e l'inglese.

## Carriera
Turgay Aydın ha studiato recitazione presso il Teatro di Stato tedesco, dove ha anche lavorato per un periodo. Ha debuttato come attore nel film del 1999 Propaganda, per poi ottenere parti nel 2000 in Kanak Attack, nel 2003 in Kleine Freiheit, nel 2004 in Insan nedir ki?, nel 2011 in Eylül, nel 2012 in 3 Yol, nel 2015 in Muna e in Uzaklarda Arama, nel 2016 in Yemekteydik ve Karar Verdim e in Emanet, nel 2019 in Lady Winsley, nel 2020 in Ask Tesadüfleri Sever 2 e nel 2022 in Doktor Sadik Ahmet. Ha recitato anche in alcuni cortometraggi: nel 2013 in Elephant Graveyard, nel 2016 in Ruh ikizi/Soul Mate e nel 2019 in Eavesdropper.
Nel 2004 ha ricoperto il ruolo di Arif nella miniserie Hayalet. Nel 2006 ha interpretato il ruolo di Kazim nella serie Kirik Kanatlar. Dal 2006 al 2008 ha ricoperto il ruolo di Mehmet nella serie Hatirla Sevgili. Nel 2014 e nel 2015 ha interpretato il ruolo di Asim nella serie O Hayat Benim. Nel 2016 e nel 2017 è entrato far parte del cast della serie Umuda Kelepçe Vurulmaz, nel ruolo di Nizam. Dal 2018 al 2022 è stato scelto per interpretare il ruolo di Sabahattin Arcan nella serie in onda su ATV Terra amara (Bir Zamanlar Çukurova) e dove ha recitato insieme ad attori come Hilal Altınbilek, Uğur Güneş, Murat Ünalmış, Vahide Perçin e Sibel Taşçıoğlu.

## Filmografia

### Cinema
- Propaganda, regia di Sinan Çetin (1999)
- Kanak Attack, regia di Lars Becker (2000)
- Kleine Freiheit, regia di Yüksel Yavuz (2003)
- Insan nedir ki?, regia di Reha Erdem (2004)
- Eylül, regia di Cemil Agacikoglu (2011)
- 3 Yol, regia di Faysal Soysal (2013)
- Muna, regia di Serdar Gözelekli (2015)
- Uzaklarda Arama, regia di Türkan Soray (2015)
- Yemekteydik ve Karar Verdim, regia di Görkem Yeltan (2016)
- Emanet, regia di Emre Yalgin (2016)
- Lady Winsley, regia di Hiner Saleem (2019)
- Ask Tesadüfleri Sever 2, regia di Ipek Sorak e Ömer Faruk Sorak (2020)
- Doktor Sadik Ahmet, regia di Özer Feyzioglu (2022)

### Televisione
- Hayalet – miniserie TV (2004)
- Kirik Kanatlar – serie TV (2006)
- Hatirla Sevgili – serie TV (2006-2008)
- O Hayat Benim – serie TV (2014-2015)
- Umuda Kelepçe Vurulmaz – serie TV (2016-2017)
- Terra amara (Bir Zamanlar Çukurova) – serie TV (2018-2020)

### Cortometraggi
- Elephant Graveyard, regia di Harika Uygur (2013)
- Ruh ikizi/Soul Mate, regia di Mustafa Nuri (2016)
- Eavesdropper, regia di Ahmet Togaç (2019)

## Doppiatori italiani
Nelle versioni in italiano dei suoi film e delle sue serie TV, Turgay Aydın è stato doppiato da:
- Nicola Marcucci[20] in Terra amara[21]